# Death to Tyrants
Death to Tyrants è l'ottavo album studio della band newyorkese Sick of It All, il primo pubblicato dalla Abacus Recordings.

## Tracce
1. Take The Night Off
2. Machete
3. Preamble
4. Uprising Nation
5. Always Near
6. Die Alone
7. Evil Schemer
8. Leader
9. Make A Mark
10. Forked Toungue
11. The Reason
12. Faithless
13. Fred Army
14. Thin Skin
15. Maria White Trash
16. Don't Join The Crowd

## Formazione
- Lou Koller - voce
- Pete Koller - chitarra
- Craig Ahead - basso
- Armand Majidi - batteria